# Bob Dandridge
Robert L. "Bob" Dandridge (ur. 15 listopada 1947 w Richmond) – amerykański koszykarz, obrońca, 2-krotny mistrz NBA, uczestnik spotkań gwiazd.

## Życiorys
Po ukończeniu uczelni Norfolk State przystąpił do draftu NBA w 1969 roku. Został w nim wybrany dopiero z numerem 45 przez klub Milwaukee Bucks. Niski numer w naborze był spowodowany w dużej mierze występami w dywizji drugiej NCAA, której spotkania nie były transmitowane przez ogólnokrajową telewizję, tak więc i jej zawodnicy byli mniej rozpoznawalni, nawet pomimo solidnych osiągnięć.
W debiutanckim sezonie Dandridge notował średnio 13,2 punktu, 7,7 zbiórki oraz 3,3 asysty, zamykając tym samym usta wielu malkontentom, kwestionującym jego talent. Bucks zajęli drugie miejsce w lidze z rezultatem 56-26, a Dandridge wraz z Lew Alcindorem zostali zaliczeni do NBA All-Rookie Team. W play-off Bucks przegrali w półfinałach dywizji wschodniej z kroczącymi po mistrzostwo New York Knicks.
Sezon 1970/71 okazał się najlepszym w historii klubu z Milwaukee. Zespół zdominował rozgrywki, wygrywając aż 66 spotkań sezonu regularnego, w trakcie których Dandridge uzyskiwał 18,4 punktu, 8 zbiórek i 3,5 asysty. Podczas kolejnej fazy rozgrywek drużyn z Wisconsin wyeliminowała najpierw San Francisco Warriors (4-1), następnie Los Angeles Lakers (4-1), po czym bez najmniejszych problemów sięgnęła po mistrzostwo ligi, pokonując w finale Baltimore Bullets 4-0.
Po raz drugi Bucks pojawili się w finale w 1974 roku. Tym razem byli jednak zmuszeni uznać wyższość Celtics, po bardzo zaciętej batalii (4-3). Rok później Dandridge został liderem NBA w liczbie zgromadzonych fauli (330). Jako strzelec wypadł najlepiej podczas rozgrywek 1975/76, kiedy to zdobywał 21,5 punktu na mecz, pod względem zbiórek (8,2) w 1973 roku, a asyst (4,7) w 1979. Był też czterokrotnie w karierze wybierany do udziału w NBA All-Star Game.
W sierpniu 1977 roku podpisał, jako wolny agent umowę z Washington Bullets i już w tym samym sezonie sięgnął z nimi po mistrzostwo ligi u boku Wesa Unselda oraz Elvina Hayesa. Bullets pokonali wtedy Seattle SuperSonics 4-3. Rok później zespół ze stolicy przystąpił do obrony tytułu. Niestety SuperSonics okazali się zbyt mocni, biorąc udany rewanż za ubiegłoroczna porażkę i zwyciężając wysoko 4-1. Na pocieszenie pozostały Dandridge'owi wyróżnienia w postaci wyboru do pierwszego składu najlepszych obrońców ligi oraz drugiego składu najlepszych zawodników całej NBA.
Karierę sportową zakończył tam, gdzie ją rozpoczął, czyli ponownie w Milwaukee, w 1982 roku.

## Osiągnięcia

### College
- Mistrz CIAA (1968)

### NBA
- 2-krotny mistrz NBA (1971, 1978)[1]
- 2-krotny wicemistrz NBA (1974, 1979)[1]
- 4-krotny uczestnik meczu gwiazd NBA (1973, 1975–76, 1979)
- Wybrany do:
  - I składu:
    - defensywnego NBA (1979)[5]
    - debiutantów NBA (1970)[4]

  - II składu NBA (1979)[6]
- Lider play-off NBA w liczbie celnych rzutów wolnych (1979)[7]